# Anthene oculata
Anthene oculata är en fjärilsart som beskrevs av Henry Stempffer 1946. Anthene oculata ingår i släktet Anthene och familjen juvelvingar. Inga underarter finns listade i Catalogue of Life.